# 西垣浩司
西垣 浩司（にしがき こうじ、1938年6月22日 - 2011年3月2日）は、日本の実業家。日本電気(NEC)社長を務めた。東京都出身。

## 来歴
1961年に東京大学経済学部を卒業し、同年に日本電気に入社。東大在学中はアメリカンフットボール部に所属した。
日本電気ではコンピューターを一貫して手がけ、金融システム事業部長時代には大型の金融システムの受注に成功した。
1988年に理事に就任し、支配人、取締役、常務、専務を経て、1999年3月に社長に就任。日本電気では初のコンピューター部門出身の社長だった。西垣が社長に就任した当時、日本電気は前年に起きた防衛庁水増し請求問題と業績悪化の渦中にあり、就任後は不採算事業の撤退を含む構造改革を断行した。この過程で元会長で相談役だった関本忠弘との間で確執が生じ、関本を2002年12月に解任した。
2003年3月に社長を退任して副会長となる。健康上の理由と任期満了での退任で、関本解任との関係も指摘されたが、西垣はそれを否定した。翌年から特別顧問に就任。
2008年から2010年までに情報処理推進機構理事長を務めた。
晩年は学生時代のアメリカンフットボールに起因する腰痛を抱えていた。2011年3月2日東京都練馬区の自宅で首を吊った状態で発見され、死亡が確認された。72歳没。同年9月に「お別れの会」が開かれた。